# Barrett M82
Pour les articles homonymes, voir Barrett et M82.
Le Barrett M82 est un fusil anti-matériel américain développé par la Barrett Firearms Manufacturing. Il est conçu pour pouvoir tirer parti de la puissante cartouche de calibre .50 (12,7 × 99 mm), conçue à l'origine pour la mitrailleuse lourde Browning M2

## Développement

### Contexte
Les fusils militaires de gros calibre apparaissent pendant la Première Guerre mondiale pour lutter contre les tanks. Les Britanniques et les Soviétiques produisent respectivement le fusil Boys et le PTRD en grande quantité pendant la Seconde Guerre mondiale. Bien que ces armes soient devenues largement inefficaces contre la plupart des chars dès la fin des années 1930, elles se montrent utiles contre les autres véhicules et pièces d’artillerie. Ces fusils disparaissent néanmoins à la fin de la guerre, les fusils restant désormais cantonnés aux cartouches intermédiaires.
Par la suite, en Corée et au Viêt Nam, les soldats américains tirent profit de la capacité de la mitrailleuse M2 à tirer au coup par coup pour l’utiliser comme arme de précision à longue portée, parfois en fixant une lunette dessus. Elle se révèle ainsi efficace pour lutter contre les snipers, les fusils de précision classiques ayant une portée inférieure, et détruire du matériel à peu de frais, quelques balles de 12,7 mm étant bien moins chères qu’une frappe aérienne ou un bombardement d’artillerie. Néanmoins, l’usage reste trop marginal pour que l’armée envisage de se lancer dans le développement d’une arme dédiée.

### Développement initial
L’initiative de créer un fusil de calibre .50 vient ainsi du secteur privé et relève presque du hasard. Au début des années 1980, Ronnie Barrett, un amateur d’armes cherche à se fabriquer un fusil de ce calibre pour son propre usage. Après avoir fait quelques dessins en décembre 1982, il fabrique pendant quatre mois un premier prototype dans un garage. Bien que fonctionnel, celui-ci reste rudimentaire et est amélioré par un second prototype. À ce stade, Barrett se rapproche de l’entreprise Rainbow de Nashville, un fabricant de la mitrailleuse M2, dans l’espoir de faire améliorer et fabriquer en série sa création, mais celle-ci n’est pas intéressée.
L’existence du fusil se répand toutefois par le bouche à oreille dans la communauté des amateurs d’armes et Barrett reçoit bientôt des demandes pour en fabriquer d’autres. Avec l’aide d’un prêt de sa banque, Barrett fabrique ainsi une première série de trente exemplaires du M82 Light Fifty (« le cinquante léger ») qu’il commercialise lui-même. Outre les difficultés de fabrication, il se heurte alors également à celle de construire un modèle financier rentable. Néanmoins, il parvient à surmonter ces problèmes et d’autres séries de trente exemplaires sont fabriquées par la suite.

### Évolutions et conquête du marché
Barrett Firearms Manufacturing sort en 1986 une première du M82, le M82A1. Une seconde variante sort en 1987 : le M82A2 se distingue par sa conception bullpup et sa crosse rapprochant la tenue en main de celle d’un lance-roquettes. Peut-être trop original, le M82A2 est un échec commercial et sa production rapidement arrêtée. C’est de fait surtout le M82A1 qui suscite l’intérêt au-delà des tireurs sportifs : l’armée suédoise en commande cent exemplaires en 1989, puis l’United States Marine Corps l’adopte au moment de la guerre du Golfe. Dans la foulée, Barrett sort en 1990 le M90, un dérivé du M82A2 à la crosse plus classique et surtout avec une culasse à verrou plutôt qu’un système semi-automatique. Le M90 est par la suite remplacé par une variante améliorée, le M95, en 1995.
Plus prudente que les Marines, l’United States Army préfère passer par un appel d’offres classique, lancé en août 1996, pour se doter d’un fusil de calibre .50. Barrett propose le M95, qui remporte la compétition et prend le nom de XM107 dans l’US Army. Cette dernière n’est toutefois pas entièrement satisfaite de l’issue, ayant réalisé tardivement qu’un modèle semi-automatique serait plus adapté, et relance un marché avant la réalisation du contrat. L’offre est une nouvelle fois remportée par Barrett avec le M82A1M, une variante améliorée du M82A1 et l’arme est enfin distribuée officiellement aux troupes en 2005 sous le nom de M107.

## Histoire opérationnelle

### Utilisation militaire
La première utilisation clairement documentée du M82 dans un conflit remonte à la guerre du Panama, lorsque les snipers de l’USMC neutralisent au sol l’aviation de chasse panaméenne en tirant sur les moteurs et les cockpits. Il est toutefois possible que l’arme ait déjà été utilisée auparavant ou à peu près simultanément par les Marines stationnés au Liban. Le M82 est utilisé ensuite de manière beaucoup plus intense pendant la guerre du Golfe. Le terrain désertique très ouvert réduit en effet considérablement l’efficacité des fusils de précision habituels comme le M40 en raison des distances d’engagement importantes, problème auquel le Barrett est bien moins confronté.
Bien que sa létalité sur les personnes soit souvent mise en avant, le M82 est avant tout un fusil anti-matériel, dont le but premier est la destruction de cibles de valeur pour un coût moindre qu’une frappe aérienne. Les antennes radio et radar, les générateurs et transformateurs, les missiles et autres munitions, les réservoirs de carburant et les cuisines de campagne ainsi que les véhicules peu ou non blindés, y compris les aéronefs au sol, sont ainsi les principales cibles du Barrett dans un contexte militaire. Ce type d’opération est particulièrement rentable, une dizaine de cartouches de .50 BMG coûtant moins de 40 $ et pouvant mettre hors de combat des systèmes à plusieurs millions de dollars.
Bien que les forces armées des États-Unis soient le premier utilisateur du M82 et de ses dérivés, les différents modèles sont utilisés par les militaires de plus de soixante pays.

### Utilisation civile
Avant d’arriver entre les mains des militaires, le M82 est d’abord une arme destinée aux amateurs de tir. À ce titre, des civils peuvent l’acheter dans la plupart des pays ne l’interdisant pas spécifiquement, y compris par exemple au Royaume-Uni, dont la législation sur les armes fait partie des plus restrictives. L’effet négatif de cette liberté est que ces armes peuvent se retrouver plus facilement entre les mains de criminels. Des M82 et M90 ont ainsi été utilisés par des snipers de l’IRA entre 1990 et 1997 et sont impliqués dans la mort de six soldats britanniques. Au Mexique, différents modèles de Barrett sont utilisés par les narcotrafiquants depuis le milieu des années 2000. Ceux-ci sont non seulement utilisés contre les hélicoptères et les véhicules blindés des forces de l’ordre, mais aussi pour semer la terreur par des assassinats souvent réalisés à très courte portée et laissant les victimes mutilées. Des soutiens d’Al-Qaïda auraient également acheté légalement des Barrett aux États-Unis avant de les expédier, illégalement cette fois, au Moyen-Orient pour être utilisés contre les troupes occidentales.
Leur utilisation est toutefois principalement le fait de groupes terroristes et de grosses organisations criminelles. Aux États-Unis, pays où se trouve le plus grand nombre de Barrett, ceux-ci sont peu utilisés pour commettre des crimes. Cela s’explique par le fait qu’ils ne constituent qu’une infime proportion des armes en circulation, mais aussi parce qu’il s’agit d’une arme assez encombrante et difficile à utiliser, qui se prête mal au crime ordinaire. Des Barrett figuraient cependant dans l’arsenal de la secte de Waco et de Marvin Heemeyer, bien qu’ils n’aient fait aucune victime dans ces deux cas. Toutefois, le danger potentiel des Barrett et autres fusils de calibre .50 a été suffisante pour que certains États des États-Unis interdisent leur fabrication, leur vente et leur détention. C’est le cas par exemple du District de Columbia, de la Californie et du Connecticut. D’autres, comme le Maryland, imposent des conditions plus sévères que les autres armes pour pouvoir les détenir.

## Caractéristiques

### Disposition générale
L'apparence du M-82 est assez caractéristique : l'arme est entièrement réalisée en acier, elle est longue, lourde et le garde-main entourant le canon est largement ventilé. On notera aussi la taille inhabituelle du chargeur, de la fenêtre d'éjection des étuis et du frein de bouche à l'extrémité du canon. Un bipied est installé en série, le tir en position debout ou accroupie étant inenvisageable vu le recul au moment du tir, et la lunette de série possède un grossissement jusqu'à dix fois. Elle peut être remplacée par de nombreux autres types de systèmes de visée.

### Mécanisme
Le M-82, qui est semi-automatique, utilise un système de rechargement se basant sur le recul, dit par long recul du canon, également utilisé sur le Lynx GM6. Lors du tir, le canon du fusil recule d'environ 25 mm sous l'effet de l'explosion de la poudre de la cartouche tirée. La puissance de cette dernière confère une force importante au recul de ce canon. Celui-ci vient pousser en arrière la culasse mobile, provoquant l'éjection de la douille usagée, puis l'extraction d'une nouvelle munition du chargeur. Une fois le recul transféré à la culasse mobile, le canon revient dans sa position initiale. Puis, la culasse est renvoyée elle aussi vers sa position initiale grâce à un imposant ressort placé dans la crosse, poussant alors la nouvelle munition dans la chambre du fusil et tendant le ressort du percuteur. L'arme est alors prête à un nouveau tir. Le M-82 est alimenté par des chargeurs détachables de 10 cartouches.

### Munitions
Les M82 utilisés par les armées utilisent généralement des munitions de calibre .50, soit 12,7 mm. Il existe une grande variété de cartouches pour ce calibre, elles-mêmes utilisant différents types de projectiles. En revanche, un grand nombre de cartouches est utilisable par le M82, toutes ne sont pas intéressantes. Ainsi, la cartouche classique .50 BMG M33, très utilisée avec la mitrailleuse M2, l’est considérablement moins avec le M82, car elle n’est pas parfaitement adaptée au tir de précision et anti-matériel. Néanmoins, même une cartouche standard fournit une puissance considérable : à 1 000 m, une telle balle tirée par le M82 délivre une énergie de 4 380 J ; par comparaison, une balle de .308 M852 tirée par le M40 délivre à la même distance 691 J et  2 222 J pour une cartouche de .338 Lapua Magnum tirée par le L115.
Le M82 est souvent utilisé avec des munitions perforantes et incendiaires. L’armée américaine utilise par exemple couramment la M20, une balle perforante incendiaire pouvant traverser près de deux centimètres d’acier à plusieurs centaines de mètres, perforant ainsi n’importe quel gilet pare-balle ainsi que les blindages légers. Il existe en outre des munitions très spécialisées, comme la M903 SLAP (Saboted Light Armor Penetrator), une munition à haute capacité de perforation fonctionnant sur le même principe que l’obus-flèche ou la Mk 211 Mod 0 Raufoss HEIAP (High Explosive Armor Piercing), une balle explosive donnant au M82 une puissance approchant celle d’un canon de 20 mm.

### Caractéristiques techniques
| Modèle                    | M82A1                                                                   | M107A1                                | M95                         | M99                                                                     |
| ------------------------- | ----------------------------------------------------------------------- | ------------------------------------- | --------------------------- | ----------------------------------------------------------------------- |
| Longueur                  | 57 po (144,78 cm) 48 po (121,92 cm)                                     | 57 po (144,78 cm) 48 po (121,92 cm)   | 45 po (114,3 cm)            | 50 po (127 cm) 47 po (119,38 cm)                                        |
| Masse à vide (kg)         |                                                                         |                                       |                             |                                                                         |
| Masse en ordre de combat  | 32,72 lb (14,84 kg) 31,45 lb (14,27 kg)                                 | 28,7 lb (13,02 kg) 27,4 lb (12,43 kg) | 23,5 lb (10,66 kg)          | 25 lb (11,34 kg) 23 lb (10,43 kg)                                       |
| Fonctionnement            | Rechargement par recul                                                  | Rechargement par recul                | Culasse à verrou            |                                                                         |
| Modes de tir              | Semi-automatique                                                        | Semi-automatique                      | Coup par coup               |                                                                         |
| Longueur canon            | 29 po (73,66 cm) 20 po (50,8 cm)                                        | 29 po (73,66 cm) 20 po (50,8 cm)      | 29 po (73,66 cm)            | 32 po (81,28 cm) 29 po (73,66 cm)                                       |
| Rainurage                 | 1 tour pour 15 po (38,1 cm) 1 tour pour 12 po (30,48 cm) (.416 Barrett) | 1 tour pour 15 po (38,1 cm)           | 1 tour pour 15 po (38,1 cm) | 1 tour pour 15 po (38,1 cm) 1 tour pour 12 po (30,48 cm) (.416 Barrett) |
| Cartouche                 | .50 BMG .416 Barrett                                                    | .50 BMG                               | .50 BMG                     | .50 BMG .416 Barrett                                                    |
| Alimentation              | Magasins de dix cartouches                                              | Magasins de dix cartouches            | Magasins de cinq cartouches | Rechargement manuel une cartouche à la fois                             |
| Cadence de tir            |                                                                         |                                       |                             |                                                                         |
| Vitesse à la bouche (m/s) |                                                                         |                                       |                             |                                                                         |
| Portée pratique (m)       |                                                                         |                                       |                             |                                                                         |

### Utilisateurs
| Pays            | Composante ou unité              | Modèle                | Désignation locale             | Nombre d’exemplaires | Commentaires |
| --------------- | -------------------------------- | --------------------- | ------------------------------ | -------------------- | ------------ |
| Allemagne       |                                  | M107                  | G82                            |                      |              |
| Arabie saoudite |                                  |                       |                                |                      |              |
| Argentine       |                                  |                       |                                |                      |              |
| Australie       | Special Operations Command       | M82A1                 |                                |                      |              |
| Belgique        |                                  |                       |                                |                      |              |
| Brésil          |                                  |                       |                                |                      |              |
| Danemark        |                                  | M95                   | Mrg M/95                       |                      |              |
| Espagne         | Marine                           | M95                   |                                |                      |              |
| Finlande        |                                  | M82A1[réf. souhaitée] | 12,7 TKIV 2000[réf. souhaitée] |                      |              |
| Grèce           |                                  |                       |                                |                      |              |
| Israël          | Corps des ingénieurs de combat   | M82A1                 |                                |                      |              |
| Italie          |                                  | M82A1[réf. souhaitée] | M82A1[réf. souhaitée]          |                      |              |
| Malaisie        | Grup Gerak Khas                  | M95                   |                                |                      |              |
| Norvège         |                                  | M82A1[réf. souhaitée] | 12,7 MØR[réf. souhaitée]       |                      |              |
| Pakistan        |                                  |                       |                                |                      |              |
| Pologne         | Wojska Specjalne                 | M107                  |                                |                      |              |
| Royaume-Uni     | British Army, Royal Marines, SAS | M82A1                 | L82A1                          |                      |              |
| Salvador        |                                  | M107                  |                                |                      |              |
| Singapour       |                                  |                       |                                |                      |              |
| Suède           |                                  | M82A1[réf. souhaitée] | Ag 90[réf. souhaitée]          |                      |              |
| Thaïlande       | Royal Thai Navy SEALs            | M95                   |                                |                      |              |
| Tunisie         |                                  |                       |                                |                      |              |
| Ukraine         |                                  |                       |                                |                      |              |